# Центр розвитку Пангея Ультіма

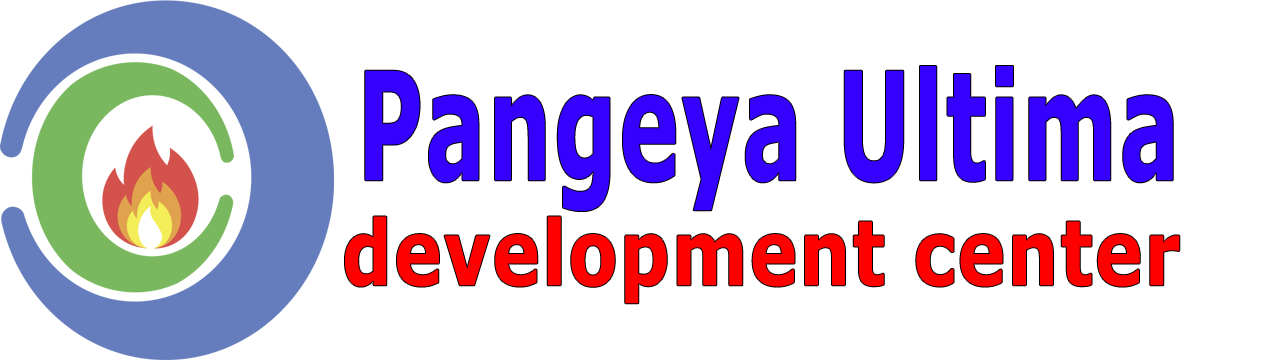
[http://pangeya.com.ua Офіційний сайт організації

«Центр розвитку Пангея Ультіма» — громадська організація із Вінниці, Україна. Створена у 2011 році та офіційно зареєстрована у 2013 році.
Займається міжкультурним обміном, просуванням активної громадянської позиції, саморозвитком людей та розвитком громад, медіа та комунікаціями, мистецтвом і культурою, підприємництвом та працевлаштуванням, охороною довкілля та розвитком туризму. Діяльність ГО заснована на неформальній освіті та програмах міжнародної молодіжної мобільності. Співпрацює із іншими ОГС, навчальними закладами, міжнародними організаціями, державними органами та бізнесом.

## Діяльність
Організація починала свою діяльність із заходів вечірньої неформальної освіти за напрямками: особистісне зростання, психологія, нейрон-лінгвістичне програмування, соціоніка, медитативні практики, психотерапія, лінгвістичні і інші навчальні заходи волонтерів ЄВС, генеалогічні вечори, туристично-пізнавальні семінари, фінансові тренінги, ораторське мистецтво і т.д. А також культурні заходи, вечори рольової гри «Мафія», майстер-класи циркової майстерності, кінопокази.
Із залученням іноземних волонтерів до напрямків діяльності додались розмовні клуби іноземних мов за участі носіїв (німецька, французька, іспанська, польська мови). З 2015 року організація реалізує проєкт "Англійський квартет" з вивчення англійської мови у формі Дебатних, Кіно, Музичних та Ігрових клубів. Також організація проводить англомовні табори в різних точках України (English Bonfire Camps series).
В 2014 році центр став регіональним партнером проєкту «Експедиція 12 Європейських цінностей» ГО «Наше Поділля» за підтримки Європейської Молодіжної Фундації Ради Європи. Проєкт зібрав молодь із 5 регіонів України у час російської агресії на Сході України. Мета молодіжного обміну - зблизити представників різних регіонів (в методологію входили сплав рікою та проживання у наметовому містечку), навчання уявленням про базові європейські цінності, постановка театралізованих епізодів на центральній площі Вінниці.
Організація працює із волонтерами ЄВС в Програмі «Еразмус Плюс», співпрацює з громадською бібліотекою та школами Вінниці, проводячи розмовні клуби. В 2015 році організація ініціювала ряд проєктів міжнародної молодіжної мобільності.
В рамках Міжкультурної Молодіжної Студії реалізується проєкт «YouthInsight» з розвитку аматорського відео на соціально важливі теми та аудіо-візуальних навичок молоді. До проєкту долучається молодь з різних країн. Також в рамках проєкту відбувається фестиваль аматорського відео.
Один з найвідоміших проєктів організації «Image Mapping» здійснюється з 2015 року і спрямований на розвиток сільського туризму в малих громадах за допомогою медіа-промоції, мистецьких ініціатив та активізації місцевого населення. Проєкт працює із громадою села Буша Ямпільського району Вінницької області. Даний проєкт обрано Міністерством молоді і спорту для участі у форумі «Реформи і інновації молодіжної сфери» як найкращий молодіжний проєкт від Вінницької області. Завдяки підтримці Local Cooperation Fund Посольства Фінляндії в 2016 році проєкт виходить на загальноукраїнський рівень: проводиться нова «Точкова акція» в громадах сіл "Холодного Яру" (Черкаська область): розробляються маршрути, проводяться анімаційні заходи, а також всеукраїнський форум із сільського туризму. У 2017 році  проєкт відбувся на базі «Долини Інноваторів» (Анталєпте, Литва). В рамках проєкту залучаються волонтери Європейської Волонтерської Служби, реалізуються міжнародні робочі табори у партнерстві із міжнародною мережею "Service Civil International".
З 2015 року організація співпрацює із Корпусом Миру США в Україні та залучає волонтера із США для роботи в своїх програмах, зокрема над розвитком Еко-навчальної платформи в  (с. Стіна) Вінницької області.
Також в 2016 «Пангея Ультіма» долучилась до програми Еразмус Плюс, та в партнерстві із австрійської організацією «Akzente» (Зальцбург) провела молодіжний обмін в українських Карпатах під назвою «Understanding each other» на тему миру та екологічного співіснування, із представниками семи країн. Також організація як партнер долучається до тренінгів та молодіжних обмінів у Румунії та Вірменії («We have rights, now let's be humans»).
Організація розвиває напрямок вуличного і аматорського мистецтва. З 2016 року засновано англомовний театр «Movers and Shakers». Серед інших мистецьких акцій - міський молодіжний конкурс акустичної гітари «Жовта кімната», що проводився у 2013 році.
У 2016 році запущено Еко-навчальну платформу у с. Стіна. Платформа спрямована на розвиток молодіжних, навчальних, еколонічних програм та інших ініціатив за співпраці із місцевою громадою. У 2018 році на базі Еко-центру з німецькою організацією БауОрден реалізується робочий табір. На таборі проводиться рок-концерт за участі французького гурту BROK. У 2018 організація здобула право брати участь як партнер у  проєктах Побудова спроможності молоді програми Ерасмус Плюс та реалізовувати проєкт "Terra incognita: experiential education and creative tourism to raise economic prospect of youth in rural area" за напрямками молодіжного підприємництва.
Організація підтримує кліматичний активізм, бере участь у всеукраїнській кампанії кліматичного лідерства «Активуй енергію», спрямованій на пошук рішень із протидії глобальній зміні клімату у містах. Вінниця стала одним із 17 міст України, що долучились до всесвітньої акції «Дій за клімат». Акція проводилась з метою привернення уваги влади міста до необхідності переходу на 100% відновних джерел енергії. Акція у Вінниці проходила у форматі арт-перформансу та збору підписів під зверненням до міської влади.
Також організація проводить проєкт Школа молодого активіста ТОСОКО, який включає тренінги для молоді, що проходять в кількох містах. Проєкт підтримано European Youth Foundation Ради Європи.